# マジェスコ・エンターテインメント
マジェスコ・エンターテインメント・カンパニー（Majesco Entertainment Company NASDAQ: COOL）は、ニュージャージー州エディソンのゲーム配給会社。かつて東京に支社があった。ブラッドレイン、ブラッドレイン2、クッキングママを販売している。現在のCEOはジェシー・サットン（Jesse Satton）。
かつて実質的な販売はマジェスコ・セールス（Majesco Sales, Inc.）により行われていた。